# Lin'an
Lin'an léase Li-Án (en chino simplificado, 临安区; pinyin, Lín'ān qū) es un distrito urbano bajo la administración directa de la Subprefectura de Hangzhou. Se ubica en la provincia de Zhejiang, este de la República Popular China. Su área es de 3118 km² y su población total para 2018 fue cerca a los 600 mil habitantes.

## Administración
El ciudad de Jiande se divide en 18 pueblos, que se administran en 5 subdistritos y 13 poblados:
- Subdistritos: Jǐn chéng jiēdào, qīngshān hú jiēdào, línglóng jiēdào, jǐn nán jiēdào y Jǐnběi.
- Poblados: Bǎn qiáo zhèn, gāo hóng zhèn, tàihú yuán zhèn, yú qián zhèn, tiānmùshān zhèn, tàiyáng zhèn, chāng huà zhèn, lónggǎng zhèn, hé qiáo zhèn, tuān kǒu zhèn, qīngliáng fēng zhèn, qián chuān zhèn y Dǎoshí.